# Кляйншвабгаузен
Кляйншвабгаузен (нім. Kleinschwabhausen) — громада в Німеччині, розташована в землі Тюрингія. Входить до складу району Ваймарер-Ланд. Складова частина об'єднання громад Меллінген.
Площа — 3,85 км2. Населення становить 233 ос. (станом на 31 грудня 2021).

## Галерея

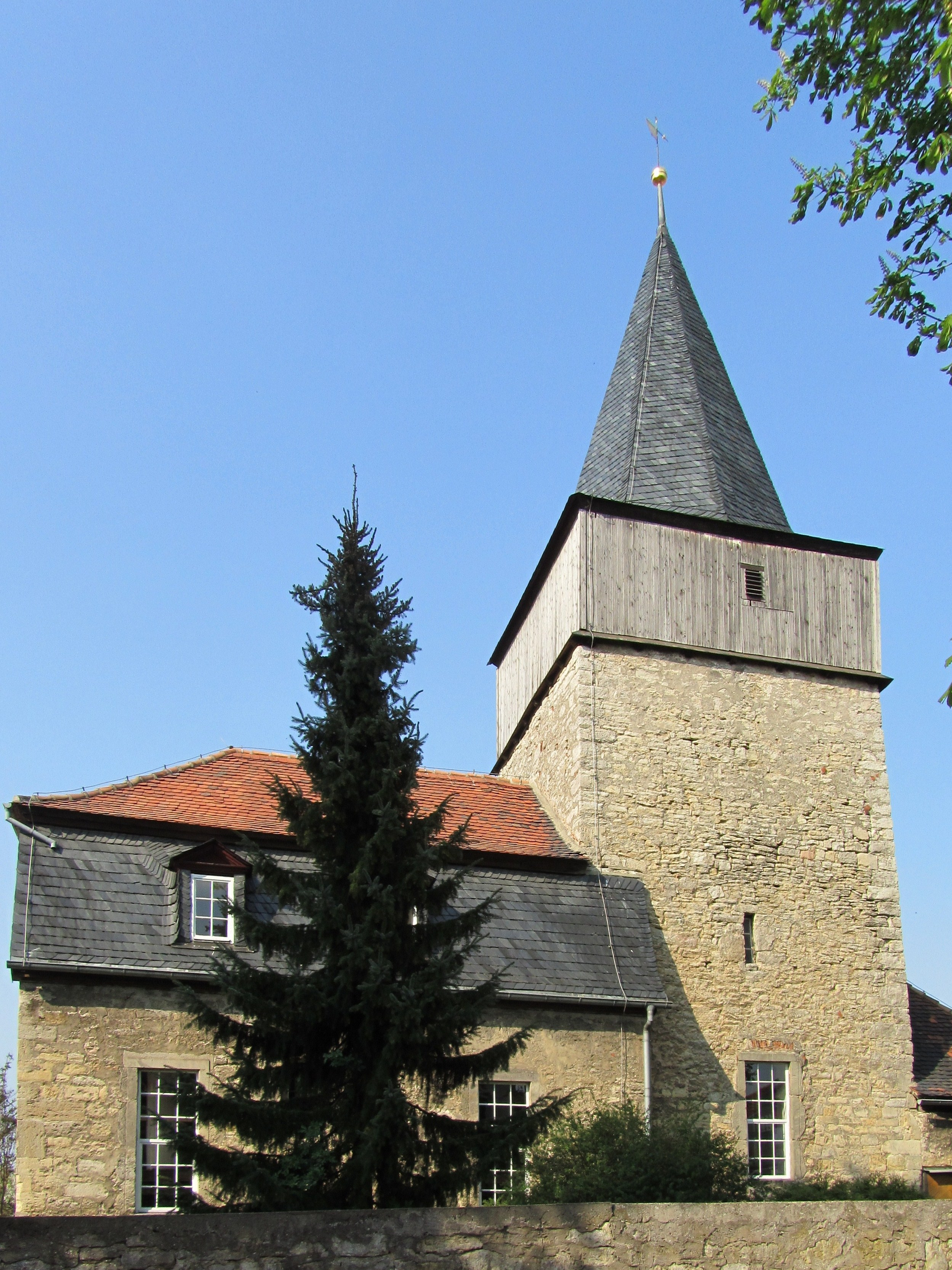